# Petrus Archiepiscopus
Petrus dictus Archiepiscopus (etwa: Peter, genannt Erzbischof) war um 1245 Magister regens an der Universität von Paris. Er verfasste einen Kommentar zu den Sentenzen des Petrus Lombardus.  Eine von ihm 1247 gehaltene Predigt ist erhalten. Er war Mitglied der Untersuchungskommission der Pariser Universität, die 1248 den Talmud verurteilte.